# Ilmari Lahdelma
Ilmari Lahdelma (né le 24 aout 1959 à Salo) est un architecte finlandais.

## Carrière
Depuis 1985, il travaille avec Rainer Mahlamäki d'abord au Cabinet 8 Studio Oy puis au Cabinet Kaira-Lahdelma-Mahlamäki Ky.
En 1997, avec Rainer Mahlamäki il fonde le cabinet Lahdelma & Mahlamäki Oy.
Depuis 2003, il est professeur d'architecture à l'université technologique de Tampere.

## Ouvrages principaux
- Centre paroissial d'Haukipudas (1991) (avec Minna Lahdelma)
- Musée Lusto de Punkaharju (1994) (avec Rainer Mahlamäki et J. Mäki-Jyllilä)
- Phase 4 de l'Université technologique de Tampere (1995) (avec Rainer Mahlamäki et Markus Seppänen)
- École de Soininen à Helsinki (1996)
- Zone 3 du campus de Kumpula de l'Université d'Helsinki (2001) (avec Rainer Mahlamäki)
- Agrandissement de la bibliothèque municipale de Vaasa 2001)
- Agrandissement de la maison de l'étudiant de Jyväskylä (2003)
- Bibliothèque municipale de Rauma (2004)
- Bibliothèque principale de Lohja (2006)
- Centre maritime de Vellamo Kotka (2008)
- Centre des bateaux en bois de Finlande Kotka (2008) (avec Rainer Mahlamäki)

## Prix
- Prix Alfred Kordelin, 1995

## Galerie

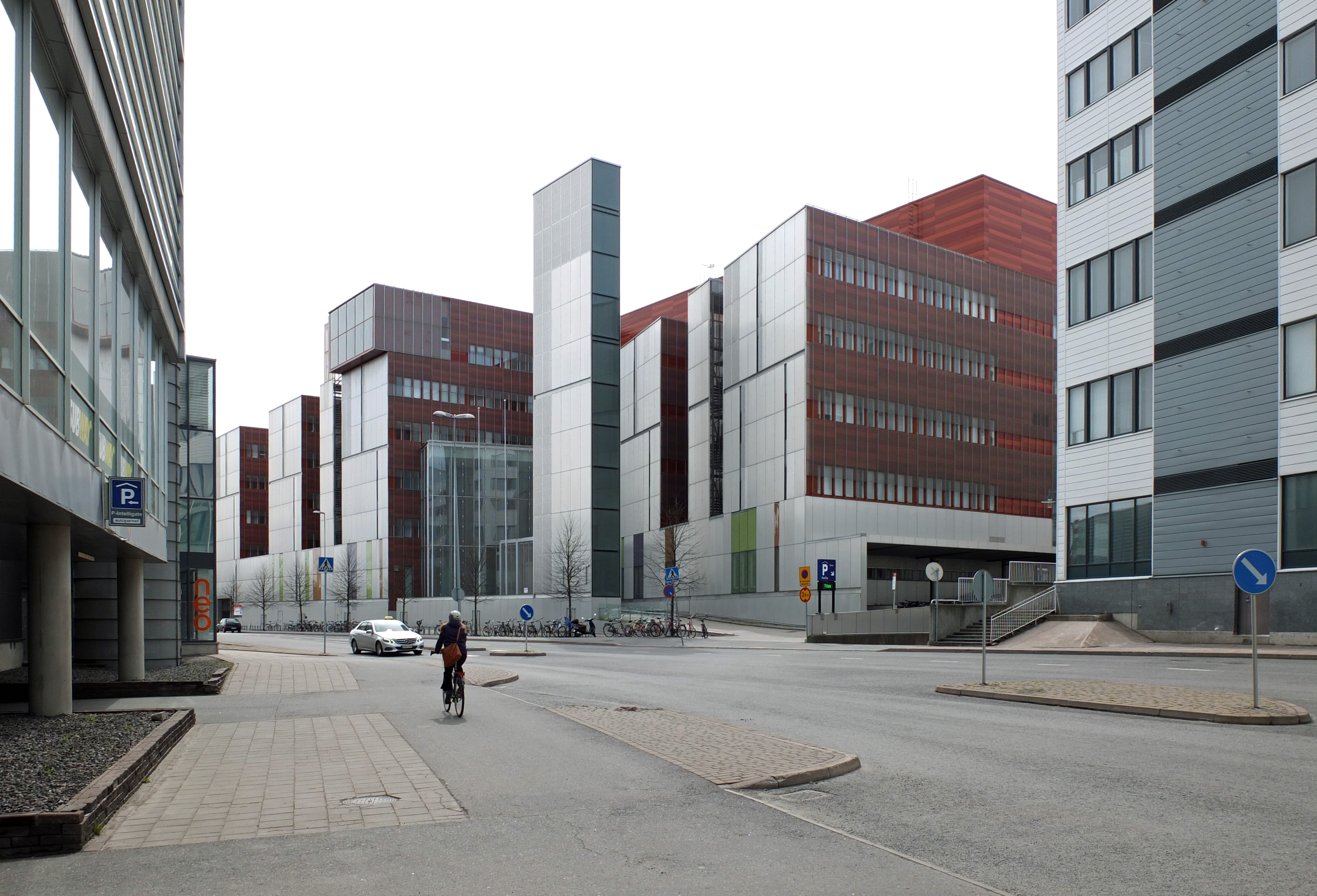
Immeuble des Technologies de l'information et de la Communication à Turku
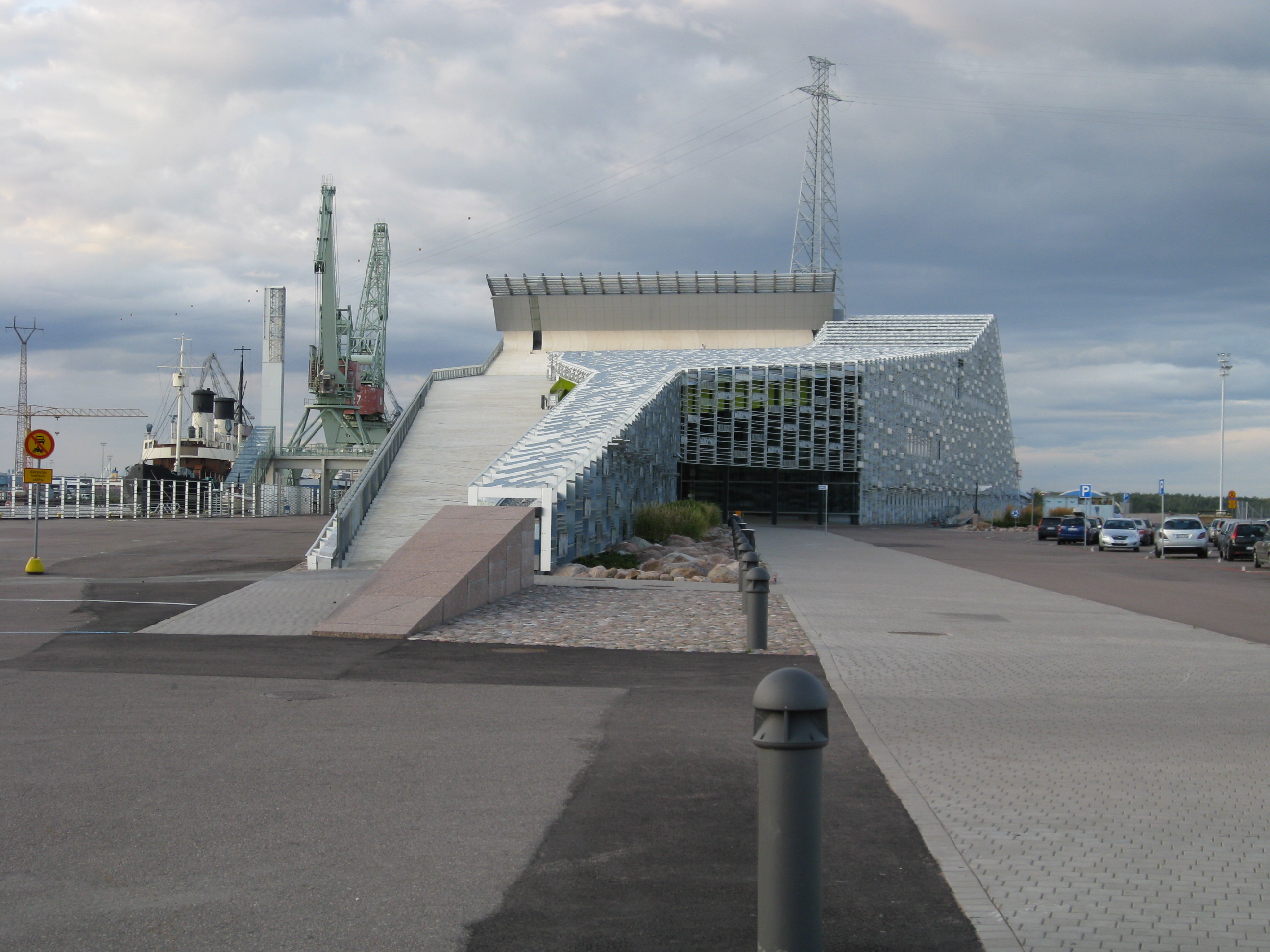
Centre maritime de Vellamo à Kotka
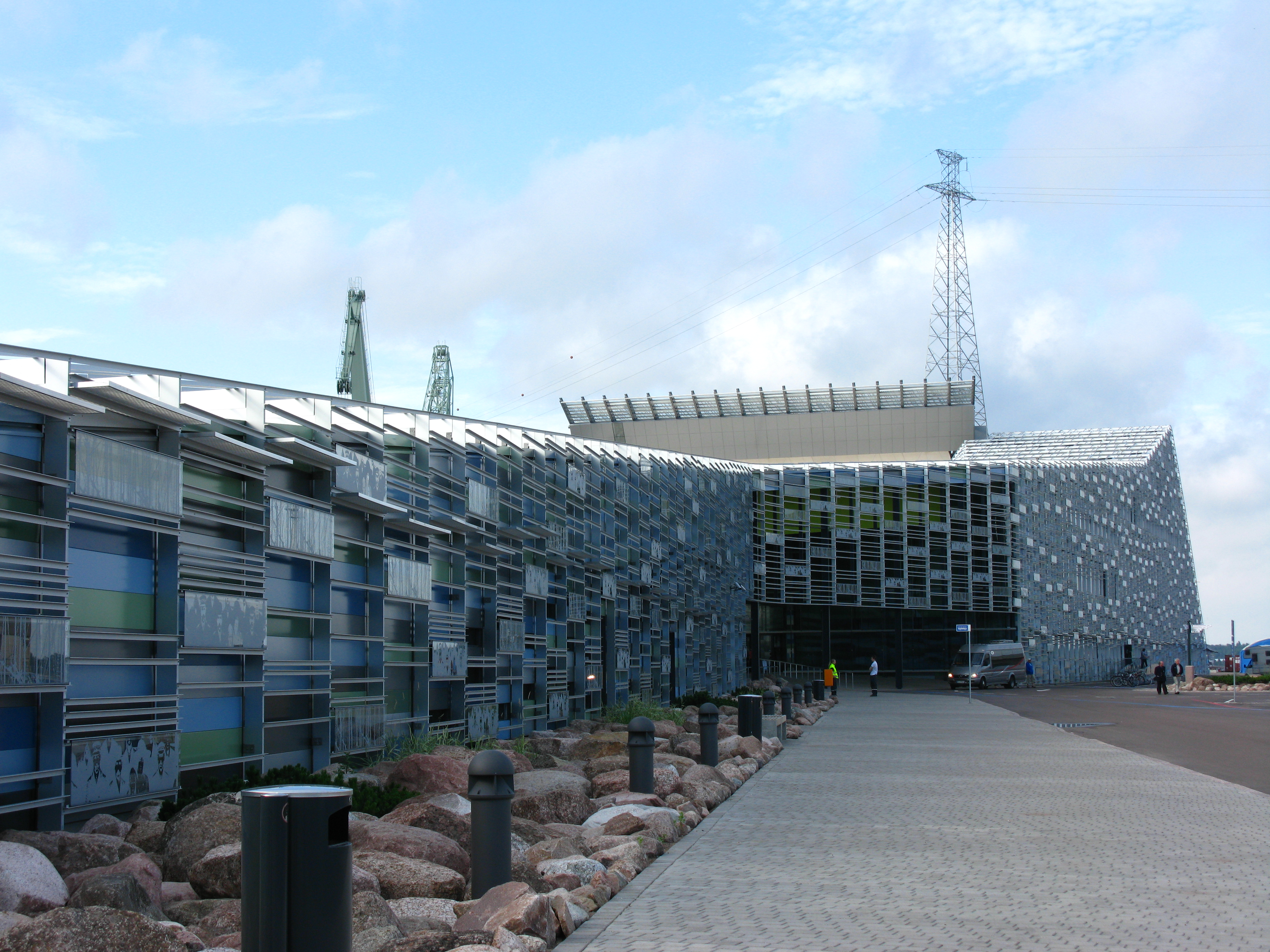
Centre maritime de Vellamo à Kotka
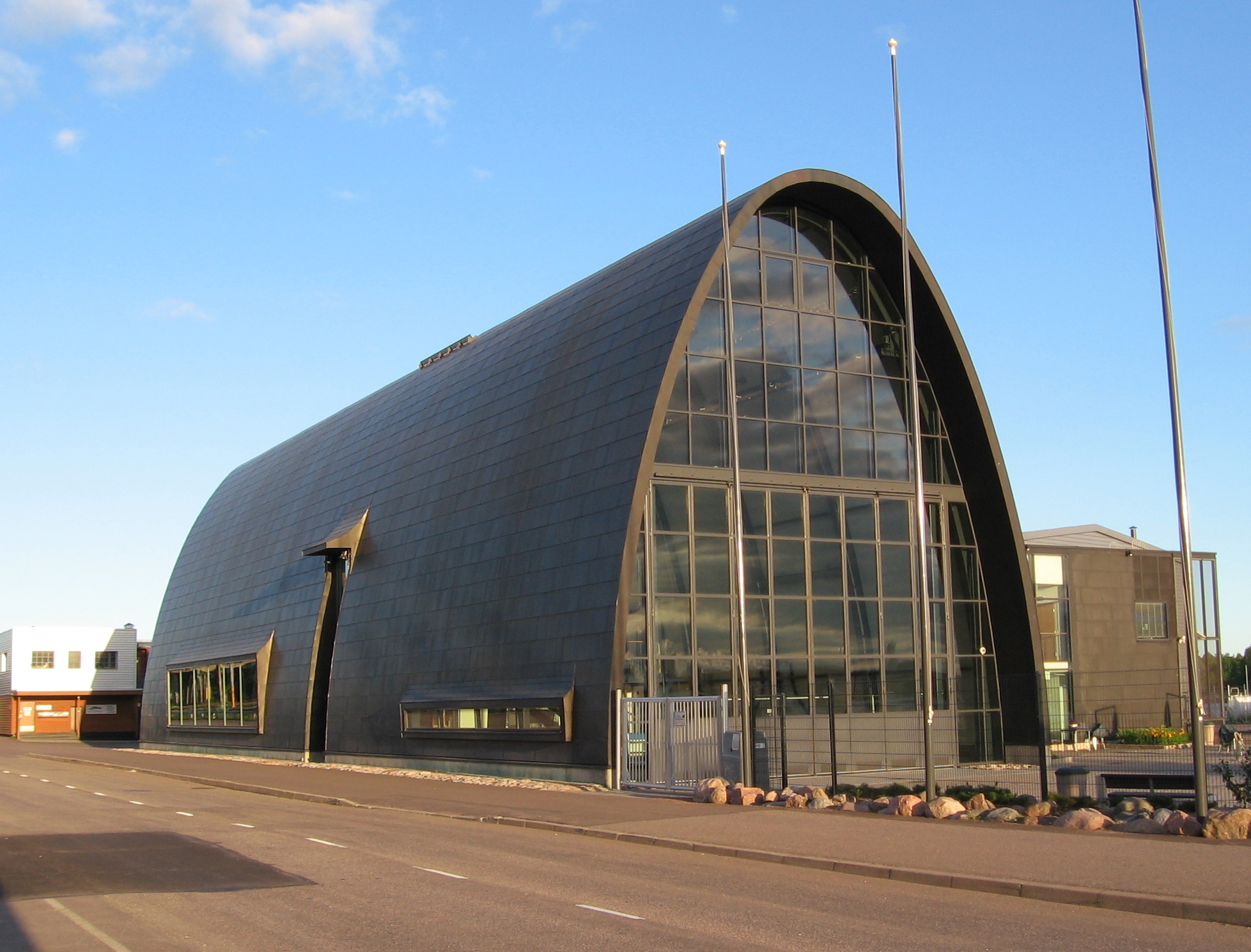
Centre des bateaux en bois de Finlande à Kotka
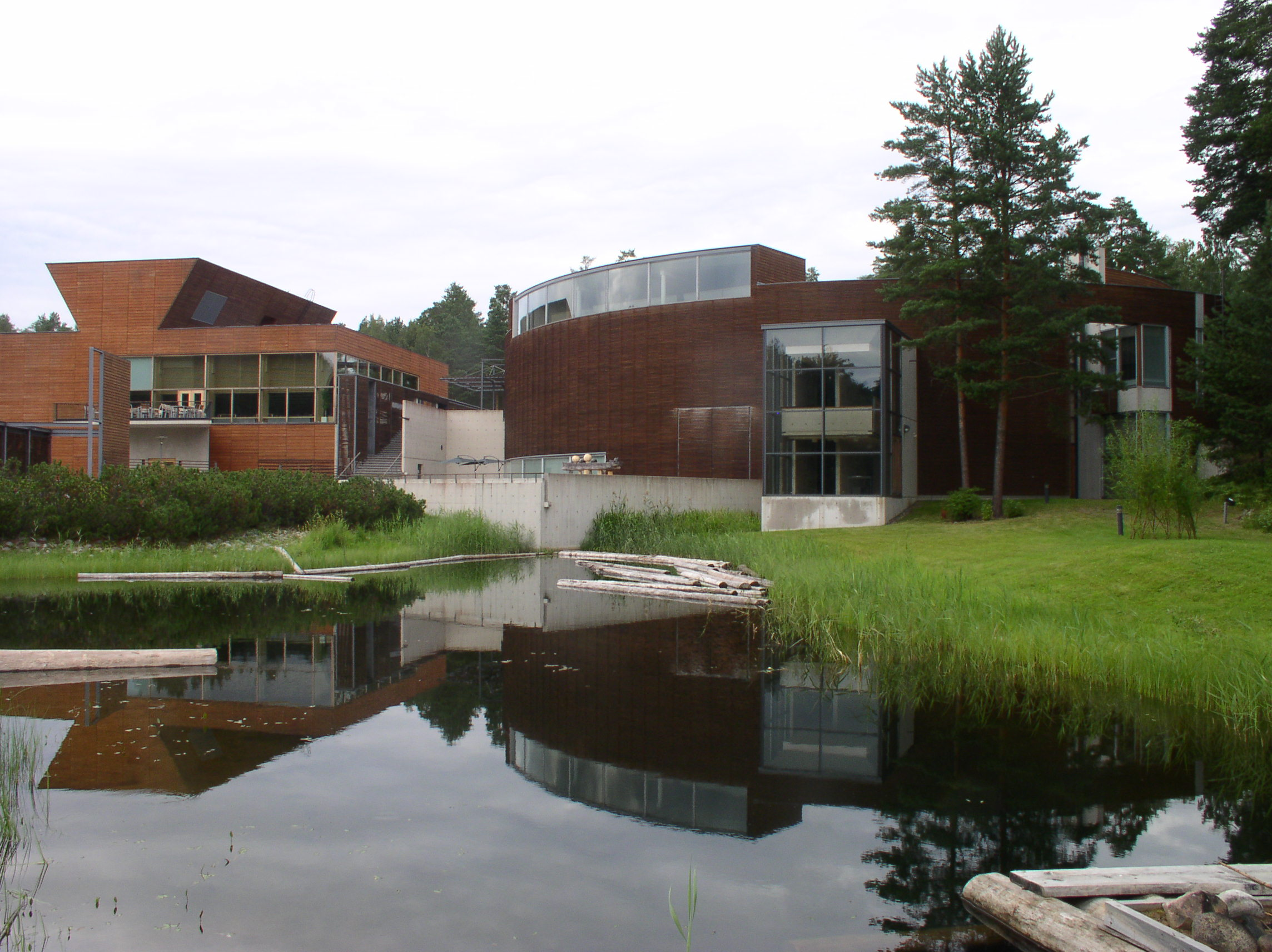
Musée Lusto à Punkaharju